# Anscavallo
Anscavallo – rzeźba znajdująca się w miejscowości Ansbach, stolicy Środkowej Frankonii, w kraju związkowym Bawaria w Niemczech.

## Opis
Rzeźba wykonana została przez artystę-rzeźbiarza Jürgena Goertza. Rzeźba usytuowana jest na placu zamkowym (Schloßplatz), przed głównym wejściem do rezydencji margrabiów Brandenburg-Ansbach w Ansbach. Powstała w wyniku konkursu na pomysł zagospodarowania placu przed głównym wejściem do rezydencji. Rzeźbę ustawiono 25 lipca 1993 roku. Nazwę rzeźby tworzy początkowy człon Ans- od nazwy miejscowości Ansbach i -cavallo od włoskiego słowa koń.
Rzeźba przedstawia konia wykonanego z brązu, stojącego na dwóch osobnych cokołach. Przednia noga wykonana jest z toczonego grubego pręta, nad którym znajduje się jajowata pierś przechodząca w łabędzią szyję z głową o trzech oczach. Grzywa konia zrobiona jest z kół zębatych. Za cylindrycznym brzuchem w kształcie pierścienia znajdują się pełne pośladki, rozczochrany ogon z odlewanych włosów i podwójna noga o barokowym profilu. W zagłębieniu tylnego cokołu umiejscowiono trzy półkule w kolorze złota symbolizujące koński kał.